# بول هالوو (اکلاهما)
بول هالوو(به انگلیسی: Bull Hollow) شهری در ایالت اکلاهما کشور ایالات متحده آمریکا است که جمعیت آن در سرشماری سال ۲۰۱۰ میلادی، ۶۷ نفر بوده‌است.